# M-11 シュトルム
M-11 シュトルム（ロシア語: М-11 «Шторм», 英: M-11 Shtorm）は、ソビエト連邦が開発した艦隊防空ミサイル・システム。GRAUインデックスでは、原型は4K60、射程延伸した改良型は4K65とされた。また西側諸国においては、NATOコードネームは「ゴブレット」（Goblet）、アメリカ国防総省（DoD）識別番号としては4K60はSA-N-3A、4K65はSA-N-3Bと呼ばれた。なお、シュトルムとはロシア語で「突風」という意味である。

## 来歴
1950年代より、ソ連海軍の水上艦艇は、侵入してくる西側の海洋兵力を近海において要撃することを任務としてきた。しかしながら、アメリカ海軍の潜水艦発射弾道ミサイルが高性能化を続けるとともに、これらの潜水艦をより遠距離で撃破する必要性が生じることとなった。このため、ソ連海軍は原子力推進の対潜艦と防空艦をセットにして運用することを構想した。この原子力防空艦としては複数の計画が検討されたが、その一つが、1959年より第17設計局により開発されていた1126型原子力巡洋艦である。
1126型原子力巡洋艦は満載排水量 10,000トン、防空艦として、長射程と中射程の2種類の艦対空ミサイルを搭載することとされていた。このうち、長射程の艦対空ミサイルとしては、陸軍向けの2K11 クルーグを艦載化したM-31が搭載される計画であった。一方、中射程の艦対空ミサイルとして開発されたのが本システムである。
新しい中距離艦対空ミサイル・システムはM-11と命名され、1959年7月より、第10研究所によって開始された。1961年6月、1126型の計画は中止され、これに伴ってM-11の開発も中止された。しかし翌月、1123型対潜巡洋艦向けとして開発を再開するように命じられた。1962年4月には設計はおおむね終了し、大幅な性能向上が達成されることから、従来のM-1 ヴォルナとはことなる、まったく新しいシステムとして完成されることとなった。
M-11は「ヴォロシーロフ」での試験を経て1123型対潜巡洋艦（モスクワ級）に搭載され、1967年より就役を開始した。
なお、長射程の艦対空ミサイル・システムとして構想されたM-31は、1126型の計画中止とともに計画中止されており、これにより、M-11はこの世代のソ連海軍唯一の艦隊防空ミサイルとなった。前世代の長射程艦対空ミサイルとして計画されていたS-75M-2 ヴォールホフM（SA-N-2）も開発中止されており、ソ連海軍が長射程艦対空ミサイル・システムを入手するには、S-300F フォールトの就役を待つ必要があった。

## 構成

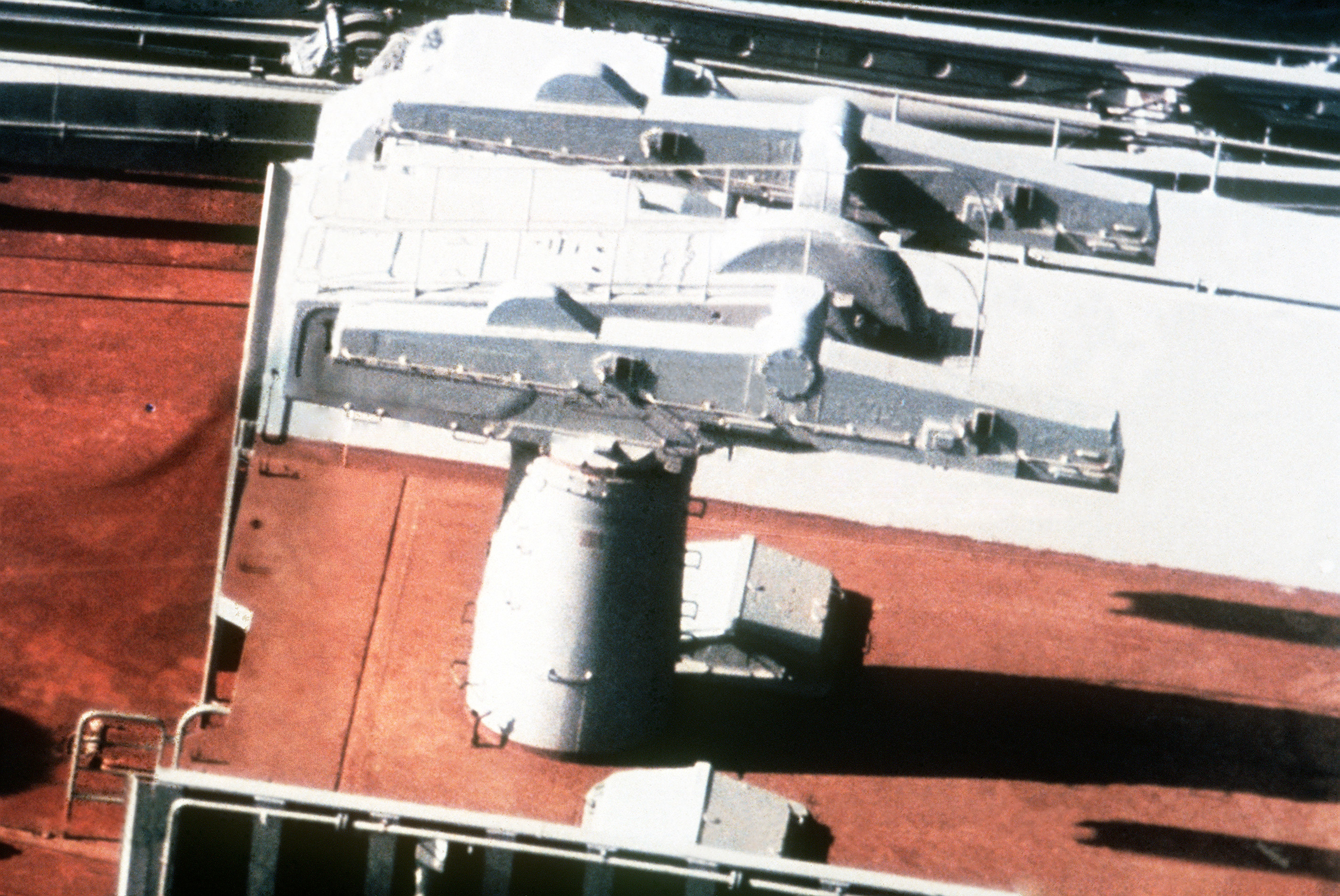
キエフ級に搭載された連装発射機。

シュトルム・システムは、連装のB-187A型発射機とV-611型ミサイル、4R60型グロム射撃指揮装置によって構成されている。
B-187A型発射機の弾庫には、ミサイル6発を収めたドラム型弾倉が4つ収容されており、50秒で次発を装填することができる。シー・ステート5の海象状況であってもミサイルの運用が可能とされている。また、1143型重航空巡洋艦（キエフ級軽空母）には、ミサイル収容数を36発に増大させた発射機が搭載された。
ミサイルとしては、原型の4K60 シュトルムではV-611型が、改良型の4K65 シュトルム-MではV-611M型が使用されている。これらは固体ロケット・モーター1段式で、最大射程は、V-611型で30 km、V-611M型で55 kmである。

## 搭載艦
- ソビエト連邦海軍
  - 1134A型大型対潜艦（クレスタII型巡洋艦）
  - 1134B型大型対潜艦（カーラ型巡洋艦）
  - 1123型対潜巡洋艦（モスクワ級ヘリコプター巡洋艦）
  - 1143型重航空巡洋艦（キエフ級航空母艦）[注 1]